# Список керівників держав 284 року
Список керівників держав 284 року — це перелік правителів країн світу 284 року.
Список керівників держав 283 року — 284 рік — Список керівників держав 285 року — Список керівників держав за роками

## Європа
- Боспорська держава — цар Хедосбій (між 275/276 та 285/286)
- Ірландія — верховний король Кайрбре Ліфехайр (267-284); Фотад Кайрптех і Фотад Айртех (284-285)
- Римська імперія
  - імператор Карин (283-285; захід); Нумеріан (283-284; схід); Діоклетіан (284-305; схід)
    - консул Карин (284)
    - консул Нумеріан (284)

## Азія
- Близький Схід
- Гассаніди — Талабах ібн Амр (270-287)
- Диньяваді (династія Сур'я) — раджа Патипат (245-298)
- Іберійське царство — цар Аспагур I (265-284); Міріан III (284—361)
- Індія
  - Царство Вакатаків — імператор Праварасена I (270-330)
  - Імперія Гуптів — магараджа Гхатоткача (280-319)
  - Західні Кшатрапи — махакшатрап Бхартрдаман (282-295)
  - Кушанська імперія — Васудева II (275-300)
  - Держава Чера — цар Перумкадунго (257-287)
- Китай
  - Династія Цзінь — Сима Янь (266-290)
- Корея
  - Кая (племінний союз) — ван Мапхум (259-291)
  - Когурьо — тхеван (король) Сочхон (270-292)
  - Пекче — король Коі (234-286)
  - Сілла — ісагим (король) Мічху (261-284); Юрє (284-298)
- Паган — король Хті Мін Ін (242-299)
- Персія
  - Бактрія і Гандхара — кушаншах Гормізд I (265-295)
  - Держава Сасанідів — шахіншах Бахрам II (274-293)
- Сипау (Онг Паун) — Со Вай Па (257-309)
- Ліньї — Фам Хунг (220—284)
- плем'я табгачів — вождь Тоба Сілу (277-286)
- Японія — імператор Одзін (270-310)

## Африка
- Царство Куш — цар Тамелердеамані (266-286)
  - Єгипет — Помпоній Январіан (283-284); Марк Аврелій Діоген (284-286)